# The Yuppie Fantasia 3
Série
Brief Encounter in Shinjuku
(1990)
Pour plus de détails, voir Fiche technique et Distribution.
The Yuppie Fantasia 3 (小男人週記3之吾家有喜, Siu nam yan chow gei 3: Ng ga yau hei, litt. « Journal d'un petit homme 3 ») est une comédie romantique hongkongaise réalisée par Lawrence Cheng et sortie en 2017 à Hong Kong.
Elle totalise 16 186 955 $HK au box-office. C'est le troisième volet d'une trilogie après The Yuppie Fantasia (1989) et Brief Encounter in Shinjuku (1990).

## Synopsis
Leung Foon (Lawrence Cheng), 52 ans, est conscient des trois grands moments de sa vie. Le premier est le jour où sa femme, Ann (Carol Cheng), a fait de lui un homme. Le deuxième, plusieurs années plus tard, est quand il a épousé Ann et est devenu un mari soumis. Le troisième est le jour où Ann en a eu assez de son incompétence et a disparu avec leur fille de huit ans.
Après ces trois grandes étapes de sa vie, il a transformé son chagrin en force et est passé de petit homme faisant pitié en grand homme respecté et redouté. Il est aujourd'hui président d'une société cotée en bourse bien connue de son entourage. Il a appris à recourir à tous les moyens imaginables pour gagner de l'argent et a suffisamment de richesses pour vivre tranquillement pour le restant de ses jours. Cependant, son plus grand regret est qu'Ann ne puisse être témoin de sa « maturité ». Cependant, depuis qu'il a fait fortune, il ne peut plus se regarder dans le miroir, de peur de faire face à son propre reflet.
Quand sa fille, Hei-hei (Larine Tang), ayant grandi, revient, la vie de Foon connait une nouvelle étape importante. Il ne sait pas comment être le père d'une adolescente de dix-huit ans avec une poitrine 33D parce que dans ses souvenirs, Hei-hei n'avait que huit ans. Ce retour le transforme également et il est enfin capable de faire face à son propre reflet car Hei-hei lui a donné le courage d'être à nouveau jeune et de se comporter de manière indisciplinée.

## Fiche technique
- Titre original : 小男人週記3之吾家有喜
- Titre international : The Yuppie Fantasia 3
- Réalisation : Lawrence Cheng
- Scénario : Lawrence Cheng, Silver Hau et Skipper Cheng
- Photographie : Suki Yip et Harry Lee
- Montage : Alan Cheng
- Musique : Kong Fai
- Production : Allen Chan
- Société de production : China 3D Digital Entertainment
- Société de distribution : Gala Film Distribution
- Pays d'origine :  Hong Kong
- Langue originale : cantonais
- Format : couleur
- Genre : comédie romantique
- Durée : 93 minutes
- Dates de sortie :
  - Hong Kong : 26 janvier 2017

## Distribution
- Lawrence Cheng : Leung Foon
- Chrissie Chau (en) : Bobo, la secrétaire de Foon
- Anthony Chan (en) : Wong Fai, le supérieur de Foon
- Babyjohn Choi : Wong Ho, le fils de Wong Fai
- Louis Cheung : Sam, le subordonné de Wong Fai
- Manfred Wong : Q Tai-long, le vieil ami de Foon et Pierre
- Peter Lai : Pierre, le vieil ami de Foon et Q Tai-long
- Harriet Yeung : Faye-Faye, la petite amie de Simon
- Hedwig Tam : Sam, l'amie lesbienne de Hei-hei
- Larine Tang : Hui Hei-hei, la fille de Foon et d'Ann
- Eric Kot (en) : l'agent de sécurité du marché
- Calvin Choi : un vendeur d'étal de marché
- Remus Choi : un vendeur d'étal de marché
- Edmond So : un vendeur d'étal de marché
- Julian Cheung : un agent de la circulation
- Joyce Cheng (en) : June, l'ex-maîtresse de Wong Fai
- Ekin Cheng : le possible ex-petit-ami de Bobo
- Yuen Yee-man : la double d'Ann
- Ha Chuk-yan : Connie
- Carmen Tong : Yan
- Carol Cheng : Ann Hui, l'ex-femme de Foon (Cheng ne participe pas au tournage à la suite de sa retraite des plateaux. Ann apparaît donc comme un fantôme dans les hallucinations et les souvenirs de Foon via des effets visuels et des images des deux précédents films).